# Antípatre d'Idumea
Antípatre d'Idumea（grec antic: Ἀντίπατρος, llatí: Antipater) fou governador de Judea i pare d'Herodes el Gran.
Segons la genealogia difosa contemporàniament, era fill d'un noble idumeu també anomenat Antípatre o Antipas, que havia rebut el govern d'Idumea d'Alexandre Janeu i de la seva dona Alexandra. Antípatre es va criar a la cort d'Alexandre Janeu. No hi ha cap prova d'això; el que se sap és que era mig àrab i fou fet general en cap de l'exèrcit jueu per Alexandre Janeu més per les seves relacions amb els àrabs que per la noblesa del seu origen que probablement també existia. Estava casat amb Cipros, una dona de la noblesa nabatea.
El 65 aC va convèncer el rei Hircà II de Judea, deposat pel seu germà Aristobul II de Judea, de refugiar-se a la cort d'Aretes, rei dels nabateus. Es va fer client de Gneu Pompeu i probablement va fer un intent diplomàtic de col·locar al tron a Aretes, intent que no va reeixir (64 aC). El 63 aC Pompeu va ocupar Jerusalem i Aristobul II fou deposat.
Antípatre va ser fidel llavors a Hircà II i va treballar per les seves bones relacions amb els romans. Els seus serveis contra Alexandre Asmoneu (fill d'Aristòbul II) i contra Arquelau a Egipte (57 aC i 56 aC) foren agraïts per Escaure i Gabini lloctinents de Pompeu a Síria. El 48 aC hom li va concedir la ciutadania romana i el 47 aC Juli Cèsar va confirmar Hircà II com a gran sacerdot tot i les queixes d'Antígon de Judea (l'altre fill d'Aristòbul II) i Antípatre fou nomenat procurador de Judea.
Quan Cèsar va deixar Síria per marxar contra Farnaces, Antípatre va garantir la tranquil·litat a Judea i va nomenar als seus fills Fasael i Herodes governadors de Jerusalem i de Galilea, respectivament. El 46 aC es va oposar a la idea del fill Herodes d'eliminar Hircà II; el 43 aC, un any després de la mort de Cèsar va regular els impostos que havia imposat a Judea el republicà Cassi com a suport a les seves tropes.
Va morir el 43 aC enverinat per l'àrab Màlic (a qui havia salvat la vida dues vegades) que va subornar el coper d'Hircà II per administrar-li el verí.
De la seva dona Cipros va tenir quatre fills: Fasael, Herodes, Josep i Ferores; i una filla, Salomé.